# Гарднер (Вісконсин)
Гарднер (англ. Gardner) — місто (англ. town) в США, в окрузі Дор штату Вісконсин. Населення — 1218 осіб (2020).

## Демографія
Згідно з переписом 2010 року, у місті мешкали 1194 особи в 520 домогосподарствах у складі 371 родини. Було 1137 помешкань
Расовий склад населення:
| - 97,4 % — білих - 1,0 % — корінних американців - 0,7 % — чорних або афроамериканців - 0,1 % — азіатів |

До двох чи більше рас належало 0,6 %. Частка іспаномовних становила 1,8 % від усіх жителів.
За віковим діапазоном населення розподілялося таким чином: 17,9 % — особи молодші 18 років, 65,3 % — особи у віці 18—64 років, 16,8 % — особи у віці 65 років та старші. Медіана віку мешканця становила 48,2 року. На 100 осіб жіночої статі у місті припадало 108,7 чоловіків;  на 100 жінок у віці від 18 років та старших — 107,6 чоловіків також старших 18 років.
Середній дохід на одне домашнє господарство  становив 74 836 доларів США (медіана — 63 036), а середній дохід на одну сім'ю — 80 625 доларів (медіана — 73 021). Медіана доходів становила 45 000 доларів для чоловіків та 35 729 доларів для жінок. За межею бідності перебувало 9,3 % осіб, у тому числі 18,2 % дітей у віці до 18 років та 8,3 % осіб у віці 65 років та старших.
Цивільне працевлаштоване населення становило 636 осіб. Основні галузі зайнятості: виробництво — 25,0 %, освіта, охорона здоров'я та соціальна допомога — 20,0 %, роздрібна торгівля — 10,1 %, мистецтво, розваги та відпочинок — 7,9 %.